# Monasterio de San Miguel de Vídubichi
El Monasterio de San Miguel de Vídubichi (en ucraniano: Видубицький монастир, romanizado: Výdubytskyi monastyr) es un monasterio ortodoxo en Kiev, Ucrania. Se fundó en 1070 por el Gran príncipe de Kiev Vsévolod I de Kiev y se convirtió en el monasterio familiar de sus hijos Vladímir II Monómaco y de sus descendientes.

## Historia
El monasterio fue fundado entre 1070 y 1077 por Vsévolod I de Kiev, hijo de Yaroslav I el Sabio. Era un claustro familiar del hijo de Vsévolod, Vladímir II Monómaco, y sus descendientes.
El monasterio y el barrio en el que se encuentra en la actual Kiev, Vídubichi, deben su nombre a una antigua leyenda eslava sobre el dios pagano Perún y el Gran Príncipe Vladimiro I de Kiev. La palabra Vídubichi proviene de la palabra Vydobychi → Vydobych → Vydobech, que significa "nadar hacia arriba", "emerger del agua". La leyenda cuenta que Vladimiro ordenó que las figuras de madera de Perún (el dios del trueno) y otros dioses paganos fueran arrojadas al río Dniéper durante el bautismo masivo de Kiev. Los desanimados habitantes de Kiev, aunque aceptaron el bautismo, corrieron a lo largo del río Dniéper pidiendo que los antiguos dioses emergieran del agua (en ucraniano: Перуне выдуби!). En consecuencia, la zona del curso del río donde emergió Perún se llamó Vídubichu o Vídubichi en ucraniano moderno.
El monasterio operaba el transbordador que cruzaba el río Dniéper y muchos de los mejores eruditos de la época vivieron y trabajaron allí. Entre ellos, los cronistas Silvestre de Kiev y Moisey hicieron una gran contribución a la redacción de la Crónica de Néstor.
Desde la Unión de Brest de 1596, el monasterio fue sede oficial de los tres primeros metropolitanos de la Iglesia greco-católica en Ucrania: Miguel Rohoza, Hipatio Pociej y Josef Velamin-Rutski. En 1635, fue devuelto a la iglesia ortodoxa ucraniana.
El monasterio fue protegido continuamente por los hetmanes y las familias aristocráticas de Ucrania. En 1695, el hetmán Iván Mazepa prohibió a los vecinos del monasterio de Vídubichi "hacer injusticia al monasterio" y lo puso bajo la protección del coronel del regimiento de Starodub, Mijailo Miklashevski, quien estableció la iglesia de San Jorge y el nuevo refectorio de la Transfiguración, ambos en estilo  de estilo barroco ucraniano. El hetmán Danilo Apóstol subvencionó la construcción del campanario del monasterio. En el siglo XVIII, la ayuda del hetmán Kiril Razumovski aseguró las nuevas propiedades para el monasterio.
Desde finales de la década de 1990, el monasterio está administrado por la Iglesia ortodoxa de Ucrania. El coro de la iglesia de Vídubichi fue uno de los primeros coros de la recién independizada Ucrania en restablecer el canto de la Divina Liturgia en idioma ucraniano.

## Arquitectura
De este monasterio sólo han sobrevivido unas pocas iglesias a lo largo de los siglos. Una de ellas es la colegiata de San Miguel, que fue construida por orden de Vsévolod I y parcialmente reconstruida entre 1766 y 1769 por el arquitecto ruso M. I. Yurasov. Entre las estructuras barrocas ucranianas se encuentran la magnífica catedral de San Jorge con cinco cúpulas, la iglesia de la Transfiguración del Salvador y el refectorio, todos ellos datados entre 1696 y 1701. El campanario, encargado por el hetman Danilo Apóstol, fue erigido entre 1727 y 1733 y construido entre 1827 y 1831.
- Iglesia de San Miguel
- Catedral de San Jorge
- Refectorio con la iglesia de la Transfiguración del Salvador
- Capilla de la iglesia de San Miguel
- Edificio de la Hermandad
- Edificio del Abad
- Necrópolis, que conserva los restos del médico Vladímir Bets o del pedagogo Konstantín Ushinsky.

## Galería

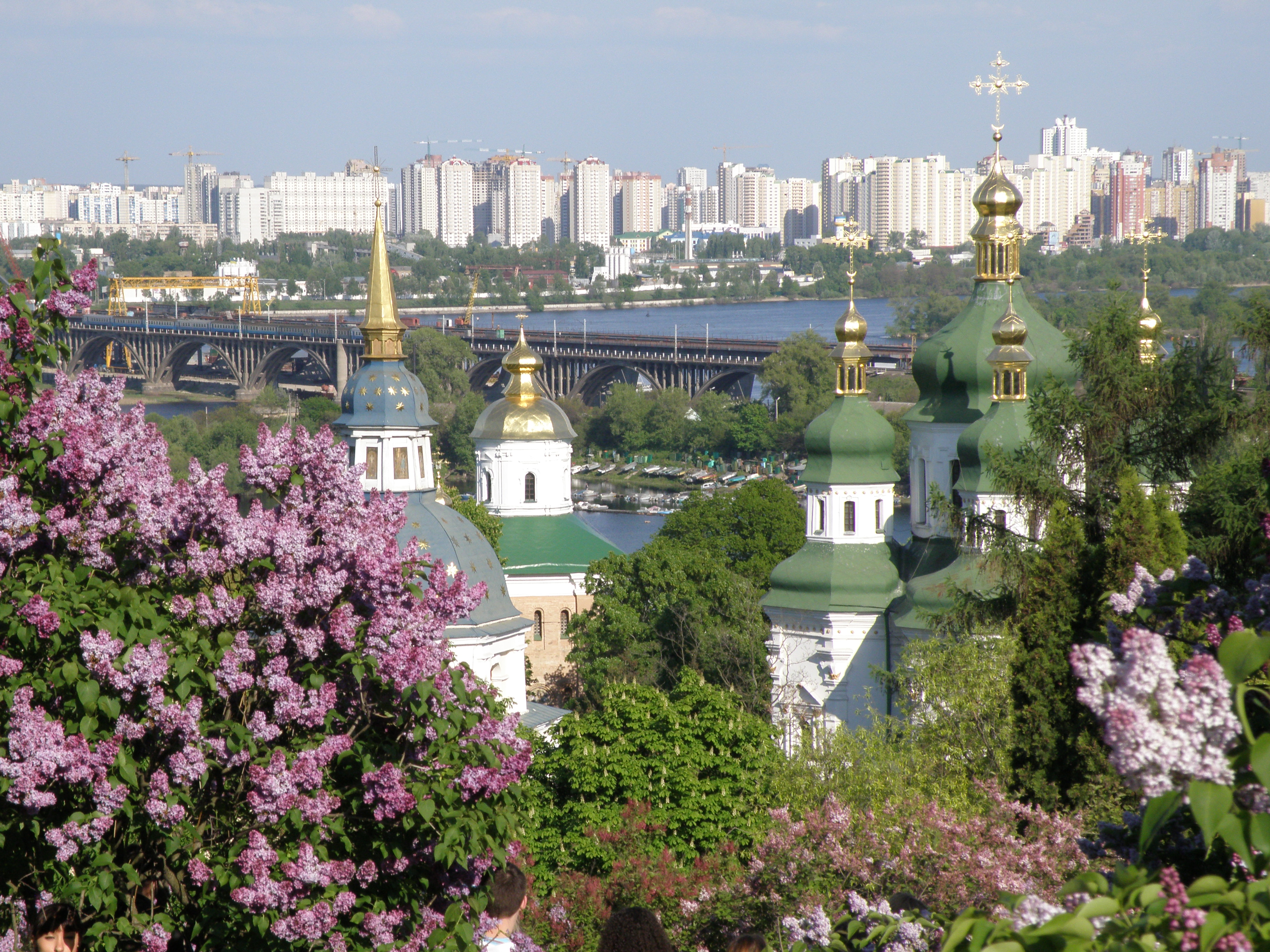
Monasterio de San Miguel de Výdubichi
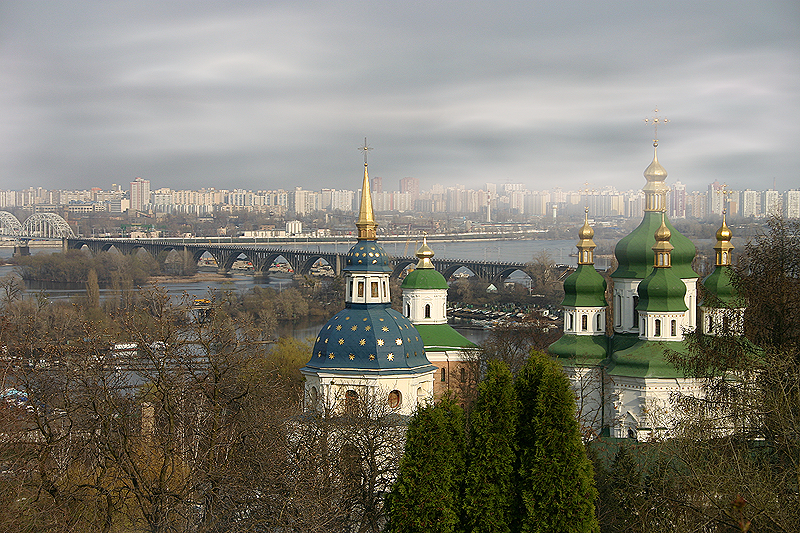
Monasterio Výdubichi
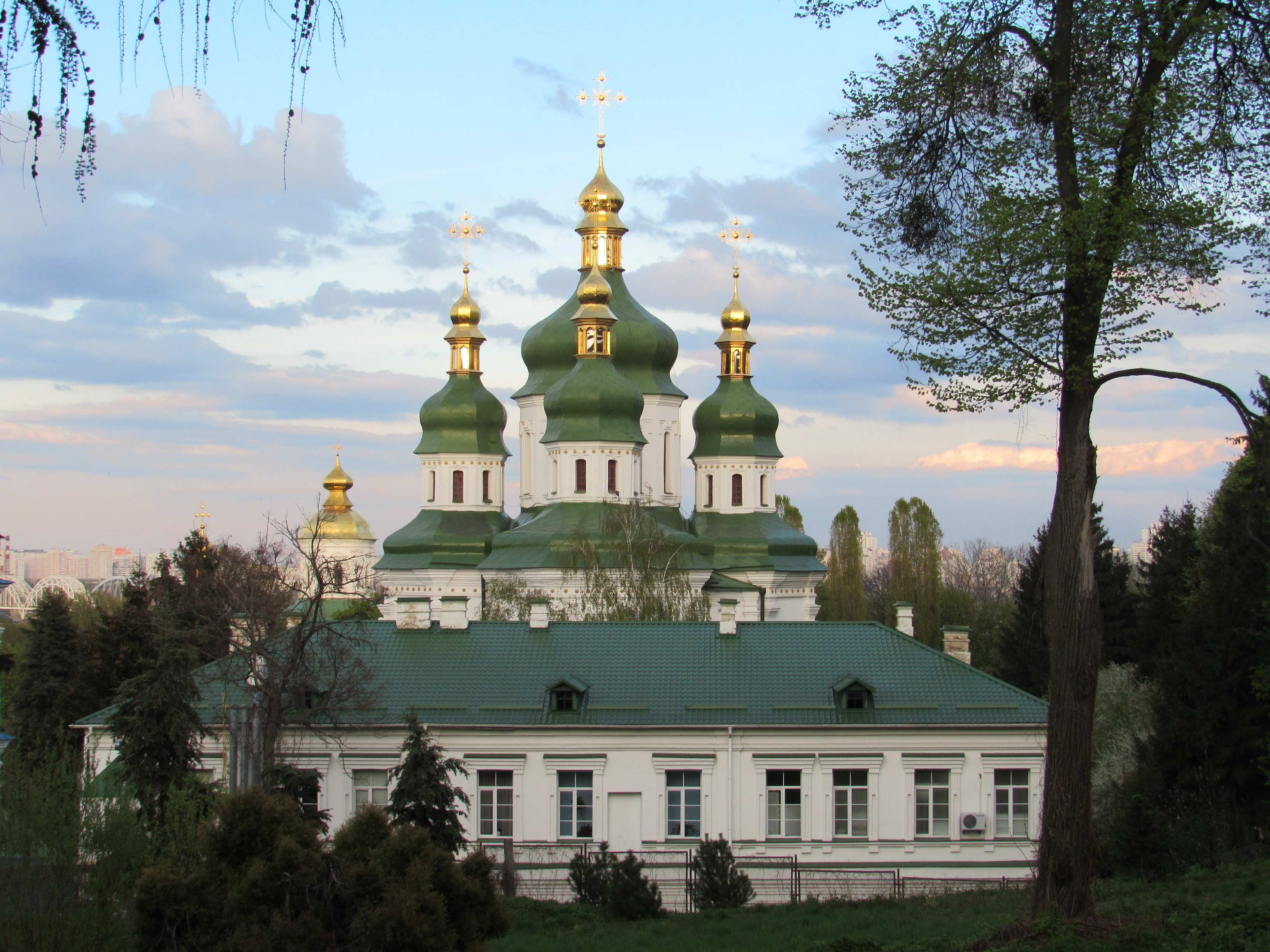
Monasterio Výdubichi